# Elisabeth Veldhues
Elisabeth Veldhues (* 19. Januar 1949 in Rheine; † 16. Dezember 2020) war eine deutsche Politikerin (SPD). Sie war Geschäftsführerin der SPD-Fraktion in der Landschaftsversammlung Westfalen-Lippe und von 2005 bis 2012 – mit einer kurzen Unterbrechung im Jahr 2010 – Mitglied des Landtages von Nordrhein-Westfalen.

## Werdegang
Nach ihrer Mittleren Reife an der Fürstenberg-Realschule absolvierte Elisabeth Veldhues in den Jahren 1966 bis 1968 eine Ausbildung für den mittleren allgemeinen Verwaltungsdienst bei der Deutschen Bundesbahn und war anschließend bis 1972 als Bundesbahnassistentin tätig. Nach der Geburt ihres Kindes legte sie von 1972 bis 1975 eine Familienpause ein und war bis 1993 als kaufmännische Angestellte tätig, um anschließend den Posten einer parlamentarischen Geschäftsführerin der SPD-Fraktion im Landeshaus des Landschaftsverbandes Westfalen-Lippe (LWL) zu bekleiden.
Elisabeth Veldhues war ab 1972 Mitglied der SPD, seit 1981 Mitglied des Vorstandes des Ortsvereins Rheine und war von 1981 bis 1993 Vorsitzende. Im Jahr 1972 war Elisabeth Veldhues Gründungsmitglied der Arbeitsgemeinschaft sozialdemokratischer Frauen (AsF) Rheine. Ab 2003 war sie Mitglied im Vorstand des SPD-Landesverbandes NRW. 1979 wurde sie erstmals in den Kreistag des Kreises Steinfurt gewählt. Ab 1984 zählte sie zu den SPD-Abgeordneten in der Landschaftsversammlung des Landschaftsverbands Westfalen-Lippe.
Elisabeth Veldhues war Mitglied der Gewerkschaft ver.di und der Arbeiterwohlfahrt (AWO). Weiter ist sie Vorstandsmitglied im CeBeeF (Club der Behinderten und ihrer Freunde im Kreis Steinfurt).
Seit 2005 war sie Abgeordnete des Landtags von Nordrhein-Westfalen. Bei der Landtagswahl im Mai 2010 verlor sie zunächst ihr Mandat, rückte jedoch am 23. August 2010 aufgrund des Ausscheidens von Gisela Walsken wieder in den Landtag nach. Nach der vorgezogenen Neuwahl 2012 schied sie aus dem Landtag aus.
Ab dem 17. August 2015 war Veldhues Behindertenbeauftragte des Landes Nordrhein-Westfalen. Sie trat damit die Nachfolge von Norbert Killewald an. 2017 wurde sie von Claudia Middendorf abgelöst.
Elisabeth Veldhues hatte fünf Geschwister. Sie war verheiratet und hatte ein Kind.